# Coronel Pacheco
Coronel Pacheco est une municipalité brésilienne de l'État du Minas Gerais et la microrégion de Juiz de Fora.